# El Palo (Albacete)
El Palo es un núcleo de población del municipio de Albacete (España) situado al oeste de la capital.
Según el Instituto Nacional de Estadística, tiene una población de 7 habitantes (2016).